# Sanbika
Sanbika (讃美歌?) è il diciannovesimo singolo della rock band visual kei giapponese Plastic Tree. È stato pubblicato l'11 maggio 2005 dall'etichetta major Universal Music.

## Tracce
Dopo il titolo è indicata fra parentesi "()" la grafia originale del titolo, eventuali note sono indicate dopo il punto e virgola ";".
1. Sanbika (讃美歌?) - 5:05 (Ryūtarō Arimura)
2. Kōgōsei (光合成?) - 4:35 (Tadashi Hasegawa - Akira Nakayama)

### Contenuti speciali
1. Sanbika; videoclip

## Altre presenze
- Sanbika:
  - 28/06/2006 - Chandelier
  - 13/07/2007 - What is "Plastic Tree"?
  - 26/08/2009 - Gestalt hōkai
- Kōgōsei:
  - 13/07/2007 - What is "Plastic Tree"?
  - 05/09/2007 - B men gahō

## Formazione
- Ryūtarō Arimura - voce e seconda chitarra
- Akira Nakayama - chitarra e cori
- Tadashi Hasegawa - basso e cori
- Hiroshi Sasabuchi - batteria